# 萨拉萨达特·卡德马尔沙利赫
萨拉萨达特·卡德马尔沙利赫（波斯語：‎，羅馬化：Sarasadat Khadem al-sharieh，1997年3月10日—），伊朗女子国际象棋棋手，拥有国际大师（IM）与女子特级大师（WGM）称号。

## 生平
卡德马尔沙利赫出生于伊朗德黑兰，8岁时开始学习国际象棋。她曾先后夺得过2008年亚洲青少年锦标赛女子12岁组冠军、2009年世界青少年锦标赛女子12岁组冠军、2012年亚洲青少年超快棋赛女子16岁组冠军、2013年世界青少年超快棋赛女子16岁组冠军等。2014年，她在世界青年女子锦标赛中获得亚军。
2016年1月，卡德马尔沙利赫在伊朗全国女子锦标赛中夺魁。2018年，她在俄罗斯圣彼得堡举办的世界快棋锦标赛与超快棋锦标赛中连夺两项亚军。
2022年12月，她因支持阿米尼示威而决定不佩戴希贾布出战世界快棋与超快棋锦标赛。赛后，她与家人一同移居西班牙。2023年1月，伊朗政府向其发出了逮捕令。